# 시그날니섬
시그날니섬(러시아어: Остров Сигнальный, 일본어: 貝殻島 가이가라지마[*])은 쿠릴 열도의 하보마이 군도에 있는 작은 섬이다. 현재 러시아가 실효 지배하고 있으나, 일본이 영유권을 주장하고 있다.
노삿푸곶과의 거리는 불과 3.7km이다. 섬보다는 암초에 해당되며, 1937년에 건립된 등대가 있다. 이 등대는 오랫동안 점등하지 않았지만, 최근 러시아가 새롭게 수리하여 다시 점등한 것으로 알려졌다.

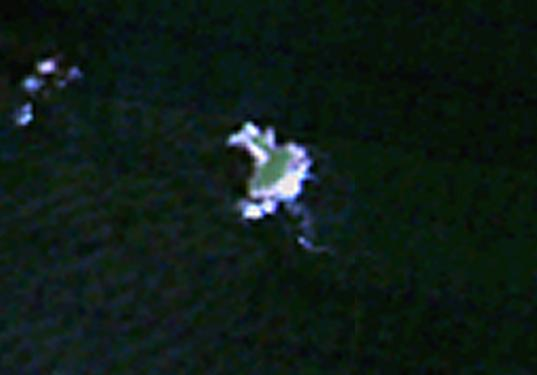
러시아가 실효 지배중인 하보마이 군도 최남단인 시그날니섬의 모습이며, 암초와도 거의 가깝다.